# 세경고등학교
세경고등학교(世景高等學校)는 대한민국 경기도 파주시 파주읍 연풍리에 위치한 사립 고등학교이다.

## 학교 연혁
- 1966년 11월 19일 : 학교법인 연풍학원 설립인가, 초대 이사장 최애도 장로 취임
- 1969년 11월 22일 : 파주공업고등학교 설립인가
- 1970년 4월 30일 : 파주공업고등학교 초대교장 이영순 목사 취임 (파주중학교 겸임)
- 1973년 2월 28일 : 파주공업고등학교 제1회 졸업생 배출
- 2005년 9월 13일 : 특성화고로 지정 (미디어콘텐츠 디자인과, 반도체 디스플레이과)
- 2010년 2월 11일 : 파주공업고등학교 제38회 졸업(총 13,920명)
- 2010년 3월 1일 : 세경고등학교(世景高等學校)로 학교명 개명(改名)
- 2014년 2월 17일 : 세경고등학교 제42회 졸업(총 15,395명)
- 2019년 3월 1일 : 보건간호과 신설
- 2023년 3월 1일 : 세경고등학교 제11대 장계홍 교장 취임
- 2024년 1월 12일 : 세경고등학교 제52회 졸업

## 설치 학과
- 디지털정보전자과(현재의 항공전자과)
- 보건간호과
- 미래자동차과
- 인공지능반도체과
- 미디어콘텐츠디자인과(현재의 크리에이티브미디어디자인과)
- 3D건축인테리어과

## 참고 자료
- 세경고등학교 - 한국교육학술정보원 학교알리미